# وسام الفتح
وسام الفتح هو أحد الأوسمة المرموقة في الجيش الإيراني ، الذي قامت إيران بمنحه منذ عام 1989 لكبار وأبطال الحرب والقادة العسكريين الذين لهم خدمات متميزة وأعمال بارزة، خصوصاً الذين قاموا بأعمال بطولية وجريئة ساهمت في انتصار العمليات في الحرب الإيرانية العراقية في ثمانينات القرن الماضي.
ويقوم المرشد الأعلى للثورة الإسلامية ، علي خامنئي ، بمنحه للشخص نفسه، أو لأحد أقربائه إذا كان قد قُتل في الحرب، وذلك تقديراً لشجاعتهم ودفاعهم عن الوطن.
ولهذا الوسام درجات ثلاثة، الوسام الذهبي والوسام الفضي والوسام البرونزي.

## التاريخ
تمنح إيران وسام الفتح لكبار وأبطال الحرب والقادة العسكريين الذين لهم خدمات وأعمال متميزة، منذ عام 1989 ، بعدما أصبح علي خامنئي المرشد الأعلى للثورة الإسلامية.
مُنح الوسام لأول مرة في أكتوبر 1989 إلی 54 من قادة الحرس الثوري الإيراني، الذين كان لهم دورا هاما في انتصار عمليات بيت القدس وعمليات تحرير مدينة خرمشهر عام 1982، منهم اللواء محسن رضايي واللواء علي صياد شيرازي والقائد محمد إبراهيم همت . وأشار خامنئی فی تلك المراسیم بأن هذه الأوسمة هي أوسمة شكر وتقدير الجمهورية الإسلامية من جهود القادة العسكريين وهو تذكاراً كي يعرف الجميع في المستقبل عن تضحیاتهم ومواقفهم العظيمة في الفترة الصعبة والخطيرة من حياة وتاريخ الجمهورية الإسلامية الإيرانية.
وبعد فترة مُنح الوسام الی قاده عملیات كربلاء الخامسة والسابعة. ومع مررو الزمن مُنح الوسام فی مناسبات مختلفة الی القادة العسكریین الذین كان لهم دور بارز فی انتصار العملیات الهامة.
فی عام 2016 بعد ان احتجزت القوات الایرانیة البحارة الاميركيين، قلّد سيد علي الخامنئي وسام الفتح لقائد القوة البحرية للحرس، الادميرال علي فدوي واربعة من قادة تلك القوات. وفي كلمة اعتبر خامنئي هذه الخطوة جديرة بالثناء للقوات البحرية، ووصفها بانها كانت «شجاعة وتتسم بالإيمان».

## التصميم
يتكوّن الوسام من ثلاث سعف النخيل وقبة مسجد الجامع في خرمشهر و علم الجمهورية الإسلامية الإيرانية.
وهو يعتبر رمزا لانتصار عمیات تحریر مدینة خرمشهر عام 1961 م.

## من الحاصلين على الوسام

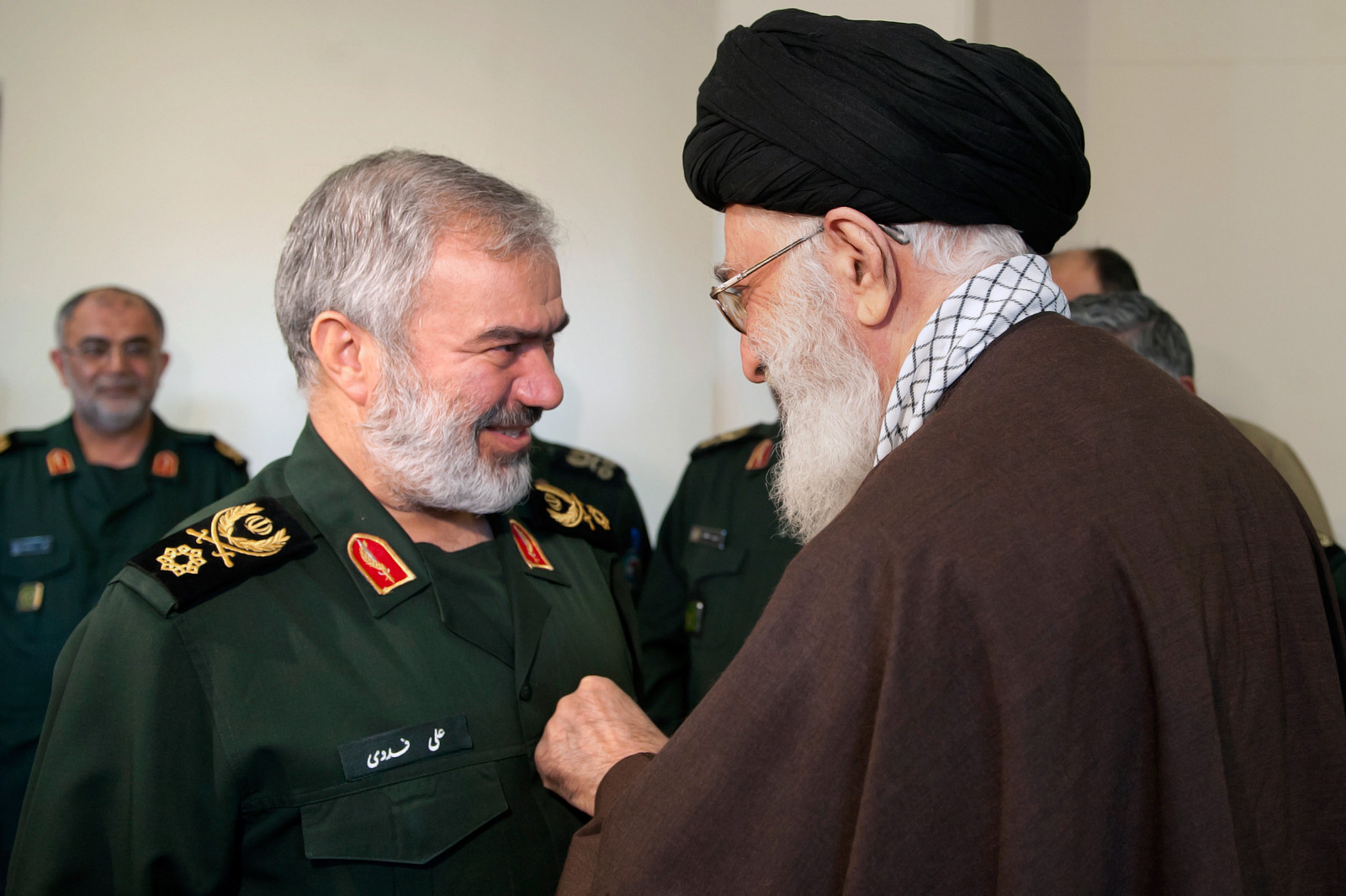
سيد علي خامنئي يقلد وسام الفتح لقادة القوة البحرية لحرس الثورة الإسلامية الإيرانية لاحتجازهم البحارة الأمريكيين.

ينقسم الوسام إلى ثلاثة طبقات الذهبي والفضي والبرونزي ومن أبرز الحاصلين على الوسام هم:
الطبقة الأولى، الوسام الذهبی:
- أكبر هاشمي رفسنجاني
- محمد باكبور
- علي صياد شيرازي
- حسين همداني
- علي فدوي

الطبقة الثانية، الوسام الفضي:
- حسن روحاني[11]
- عباس بابايي
- جليل زندي

الطبقة الثالثة، الوسام البرونزي:
- قاسم سليماني

## طالع أيضًا
- الحرس الثوري الإيراني
- احتجاز زورقين حربيين أمريكين 2016